# Pont del Far
El Pont del Far (o de l'Alfar) és un pont medieval de pedra que travessa el riu Llobregat per l'engorjat del mateix nom, al terme municipal de Cercs (Berguedà).

## Descripció
És format per dos arcs de mig punt, el central de 32 m de llum i 2,9 m d'alçada, amb el pilar dret ben assentat sobre la roca. L'arcada més petita s'ha recuperat arran dels treballs de restauració fets pel Departament de Política Territorial i Obres Públiques de la Generalitat de Catalunya. Aquest arc és col·locat sobre un nivell més alt que l'anterior que salva el riu i feia la funció de buidar la paret massissa del pont i facilitar el pas de l'aigua en l'època de riuades. Aquest arc va quedar anul·lat a finals del segle xviii. L'aparell és de mides petites, sense polir.

## Història
El pont del Far és l'únic pont romànic que es conserva a la comarca del Berguedà. Facilitava el pas del camí ral que anava de Berga a Bagà i la Pobla de Lillet i a la Cerdanya, i situat prop de l'antic hostal, ara desaparegut, que hi havia al peu del camí ral. L'any 1905 l'excursionista Cèsar August Torras diu que estava "ruinós". Arran de les obres de construcció de la nova carretera C-1411 començaren les obres de restauració, que s'inauguraren el 17 de març de 1991.